# Európai leopárd
Az európai leopárd (Panthera pardus spelaea) a ragadozók (Carnivora) rendjébe és a macskafélék (Felidae) családjába tartozó leopárd (Panthera pardus) egy fosszilis alfaja, mely a késő pleisztocénben  benépesítette Európát. A legfiatalabb maradványai mintegy 32-26 ezer évesek, illetve méretben megegyeznek a mai leopárdokéval.

## Leírás
Az európai leopárdról úgy gondolják, hogy a bundájának mintázata hasonlíthatott a hópárducéra és a perzsa leopárdéra. Koponyája közepes hosszúságú volt és jellegzetességei a ma Nyugat-és Közép-Ázsiában élő perzsa leopárdéhoz állnak legközelebb. Egyetlen ismert ábrázolása a Chauvet-barlang barlangrajzain lelhető fel, ahol a ma élő leopárdalfajokéhoz hasonló mintázatot mutat. Nem tisztázott, hogy a foltokat nagyobb rozetták vették-e körül, mint a mai perzsa leopárdét. A modern leopárdokkal ellentétben a barlangrajzon ábrázolt állat hasa folttalanul fehér. A kisebb termetű nőstény állatok leletei időnként összetéveszthetőek a hiúz hímjével. A késő pleisztocén glaciális időszakaiban élt leopárdok általában nagyobbak voltak, mint a melegebb interglaciális időkben élt társaik. A ma is élő leopárdokhoz hasonlóan az európai leopárdnál is erős nemi dimorfizmus volt, mivel a hímek nagyobbak voltak a nőstényeknél.

## Elterjedése

### A pleisztocénben
Az európai leopárd csonttöredékeit Svájcban, Olaszországban, Olaszországban, Németországban, Nagy-Britanniában, Lengyelországban és Görögországban tárták fel.
A legkorábbi ismert fosszíliák a kora pleisztocén későbbi szakaszából származnak, a becslések szerint 600 ezer évesek. A franciaországi Grotte du Vallonnet és a németországi Mauer környékén találták meg. Az európai leopárd legteljesebb csontvázát a Bosznia-Hercegovina déli részén fekvő Vjetrenica-barlangban találták meg, ahonnan az alfaj négy fosszíliája ismert. Ezek ideje a késő pleisztocén végére, kb. 29–37 ezer évvel ezelőttre tehető. A dél-franciaországi Chauvet-barlangban található leopárdot ábrázoló barlangrajzok 25–37 ezer évesek. Az utolsó leopárdok Európa nagy részéről mintegy 24 ezer évvel ezelőtt tűntek el, közvetlenül az eljegesedési maximum előtt, mivel a legfiatalabb lelet 24 ezer éves és Horvátországban találták meg. Németországban legalább a korai weichsel-i eljegesedésig túlélte.

### A holocénben
A holocén idejére datálható leopárd szubfosszíliákat eddig Spanyolországban, Olaszországban, a Ponto-mediterrán térségben és a Balkánon találtak. A kontinensen a legfiatalabb leopárd szubfosszíliát Ukrajnában találták meg, a lelet kora az I. századra tehető.
Néhány leopárd szubfosszíliát Nyugat-Görögországban és a Kárpátok környékén, a másokat meg az ukrajnai Olbiában találtak meg. Ez utóbbi talán fogságban élt leopárd lehetett, amelyet Kis-Ázsiából vihettek ki, mivel Olbia akkoriban görög gyarmat volt.

## Paleobiológiája

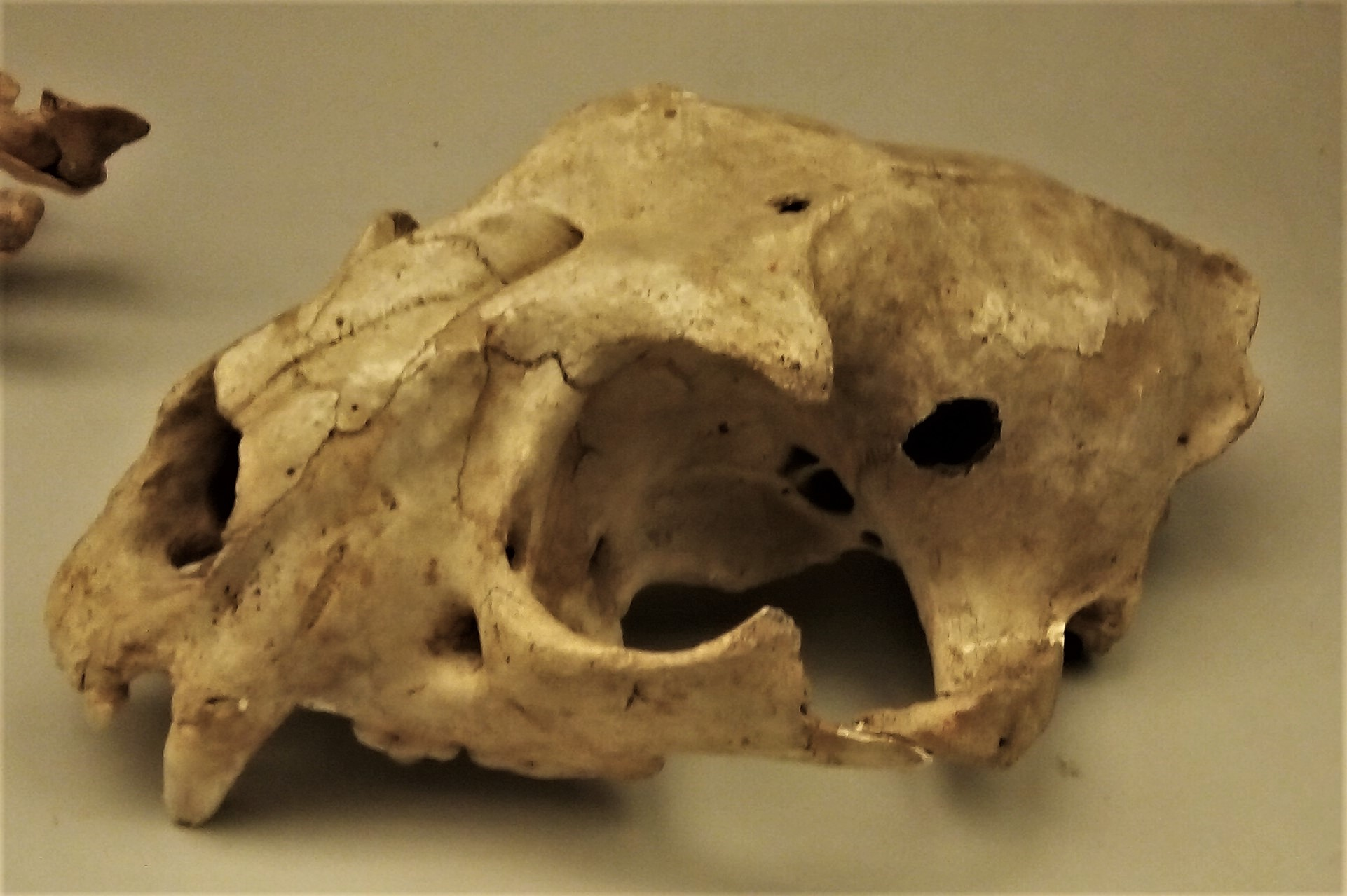
Koponya

Az európai leopárdok kövületeit néha barlangokban tárták fel, ahol nyilván menedéket kerestek vagy elvitték a zsákmányukat. Általában a kisebb barlangokat részesíthették előnyben, mivel a nagyobb barlangokat általában ezen vetélytársai foglalták el, mint a barlangi medve, a barlangi oroszlán vagy az ember. Az európai barlangok jégkori leletei alapján a leopárdcsontok sokkal ritkábbak, mint az oroszlánoké és az összes ismert fosszília felnőtt állattól származik, ami arra utal, hogy a kölykeiket ritkán - ha egyáltalán - nevelték a barlangokban. A nagyobb barlangokban talált leopárdmaradványokat általában a barlang mélyebb repedéseiben találták meg. Nem pontosan ismert, hogy ennek a leopárdnak milyen állatok lehettek a zsákmányai, bár valószínűleg hasonlíthatott a hópárducéhoz, amely jellemzően kőszáli kecskére, szarvasra és vaddisznóra vadászik. Továbbá az is valószínűsíthető, hogy zsákmányolhattak vagy megöltek téli álmukat átalvó barlangi medvéket. A hideg időszakok során az európai leopárdok főként a hegyi vagy alpesi típusú boreális erdőket vagy a fahatár feletti hegyeket választhatták élőhelyüknek, és a síkvidéki Mamut-sztyeppét elkerülték.

## Fordítás
- Ez a szócikk részben vagy egészben  a   Panthera pardus spelaea című angol Wikipédia-szócikk fordításán alapul.  Az eredeti cikk szerkesztőit annak laptörténete sorolja fel. Ez a jelzés csupán a megfogalmazás eredetét és a szerzői jogokat jelzi, nem szolgál a cikkben szereplő információk forrásmegjelöléseként.